# Bandini Piccolomini

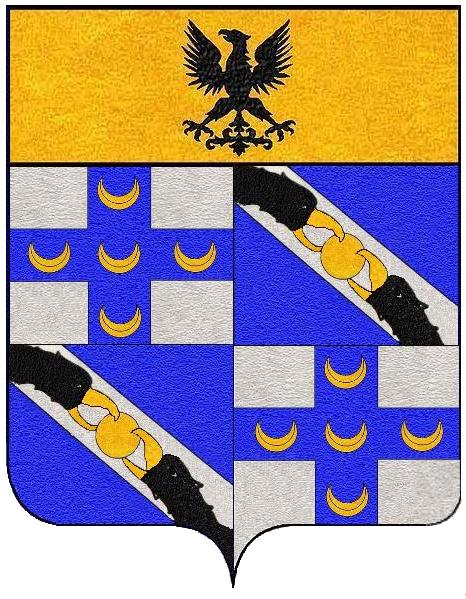
Wappen der Familie Bandini Piccolomini

Die Familie Bandini Piccolomini ist mit ihren prominenten Persönlichkeiten die Fortsetzung der alten und einflussreichen Familie Bandini aus Siena. Ihre Vertreter waren die Nachkommen von Montanina Piccolomini Todeschini, die ihnen erlaubten, in das so genannte consorteria dei Piccolomini einzutreten, mit dem Recht, ihre Nachnamen und die Insignien hinzuzufügen.

## Abstammung
Die Mitglieder dieser Familie zeichneten sich seit der Mitte des 13. Jahrhunderts durch wichtige politische und administrative Funktionen in der Republik Siena aus, bevor sie zur Familie der Piccolomini gehörten.
Insbesondere zeichnen sie sich durch ihre diplomatische Tätigkeit, mit Bartalo di Tura, der Botschafter des Kirchenstaates unter Kalixt III. und Pius II. war, aus. Sein Sohn Pavolo war Konsistorialanwalt und Ehrendiener des Papstes. Bandino di Bartolo war als Camerlengo der Biccherna, einer der angesehensten Magistrate der Republik.
Im 16. Jahrhundert heiratete ihr letzter Nachkomme, Sallustio (oder Salustio), Montanina Piccolomini Todeschini, Tochter von Andrea und Agnese Farnese, die ihr eine edle und kultivierte Ausbildung gaben.
Montanina, trug in sich das Blut von drei Päpsten, zusätzlich zu dem von Pius II. und Pius III., auch das von Paul III. dem Cousin ihrer Mutter.
Sallustio und Montanina hatten mehrere Kinder, von denen die wichtigsten Mario und Francesco waren, die unter dem Schutz ihres Onkels Kardinal Giovanni aufgewachsen sind.
Von den Piccolomini angenommen, nahmen sie den Nachnamen Bandini Piccolomini an und gründeten eine Familie, die eine junge Abstammung, aber ein intensives und historisch bemerkenswertes Leben hatte.

## Geschichte
Im 16. Jahrhundert wurde diese Generation der Bandini mit dem starken Einfluss der historischen und politischen Ereignisse, die die letzten Jahre der Republik Siena prägten, konfrontiert. Darüber hinaus wurden die Beziehungen zum Papsttum, Dank der engen Verbindungen die die Familie zu den hohen Prälaten der Piccolomini unterhielt, schrittweise ausgebaut. In diesem neuen Kontext wendeten sich die Hauptvertreter, die Brüder Mario und Francesco, allmählich von den Positionen in der Umgebung des Reiches ab, die traditionell die Familienpolitik geprägt hatten.

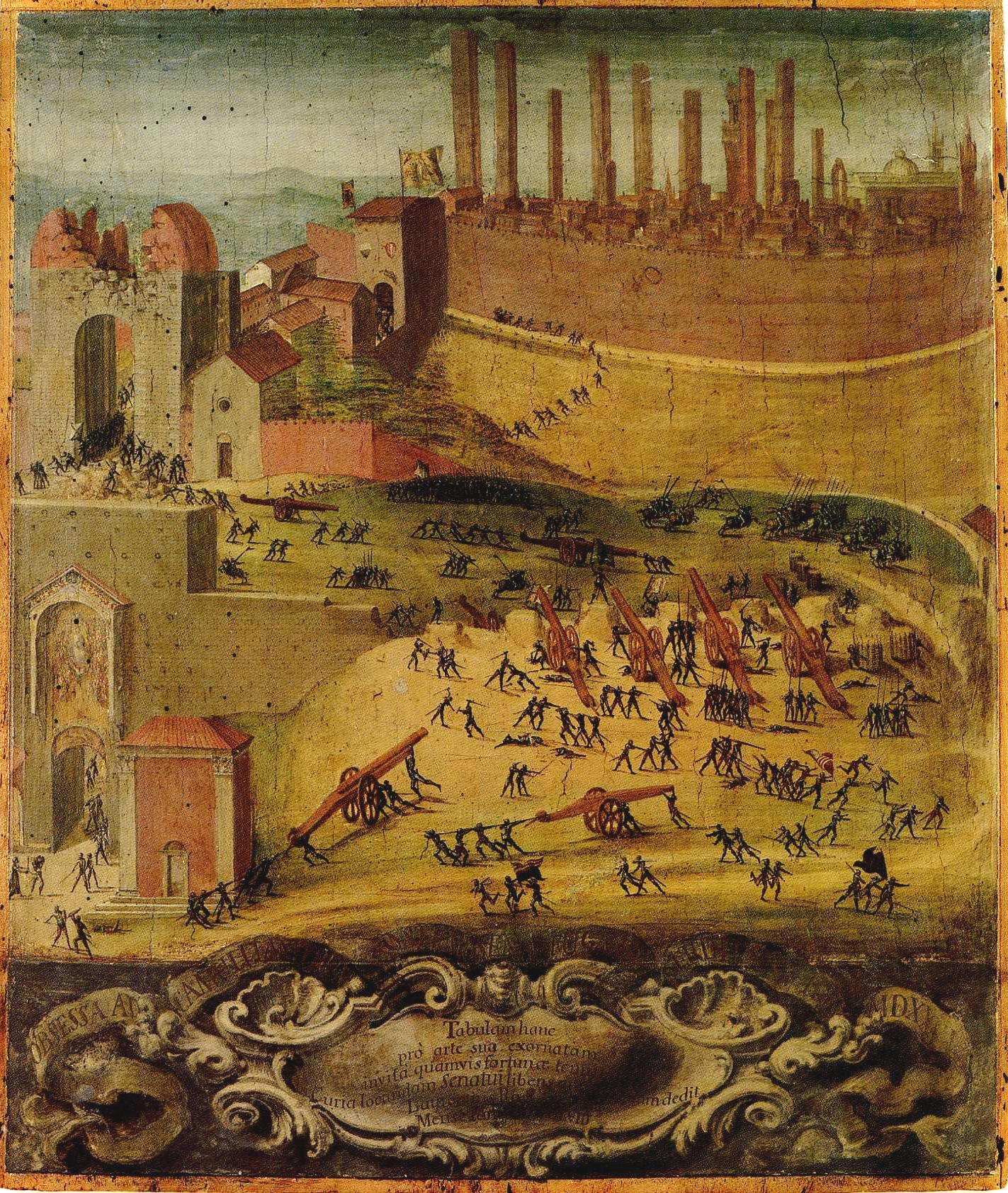
Siegeszug an der Porta Camollia - 1527

Insbesondere Mario, der älteste der Brüder, nahm von klein auf an den politischen und militärischen Ereignissen des sienesischen Staates teil. Als Mitglied des Monte del Popolo spielte er eine entscheidende Rolle bei der Vertreibung der Petrucci und bei der Wiederherstellung der demokratischen Freiheiten der Republik zum Nachteil der Noveschi, die aus der Regierung entlassen und ins Exil geschickt wurden.
Diese Episode provozierte die persönliche Feindseligkeit von Papst Clemens VII. der. zusammen mit den Florentinern und den Noveschi, eine Armee gegen die Sienesen organisierte. Der unerwartete Sieg der Sienesen in Camollia, an dem Mario mit einer Kavalleriekompanie Lucignanesen teilnahm, steigerte 1526 sein Ansehen, zu dem auch die Wertschätzung des Kaisers hinzukam, der ihn in den Rang eines Pfalzgrafen und Cavaliere Aurato erhob.
In Siena wuchs sein Ansehen und seine Autorität. Er war bereits Herr von Castiglioncello und hatte ein gewaltiges Lehen im Gebiet der Massa Marittima, wo die Familie große Landflächen besaß und ihren Reichtum der Ausbeutung von Silber- und Kupferminen in diesem Gebiet verdankte. Die neuen politischen und militärischen Erfolge erlaubten es ihm, die imposante Herrschaft von Marsiliana zu erwerben, die von den rebellischen Söhnen des Pandolfo Petrucci konfisziert wurden.
Zur gleichen Zeit, 1529, wurde sein Bruder Francesco nach dem Rücktritt von Kardinal Giovanni Piccolomini Todeschini auf dem erzbischöflichen Stuhl von Siena berufen. Ein Umstand, der am meisten dazu beigetragen hat, das Ansehen der Familie in den Belangen der Republik zu erhöhen.
In den folgenden Jahren waren die beiden Brüder heftige Verfolger der Noveschi. Besonders Mario, dessen Loyalität zu Karl V. unbestritten war, unterstützte wiederholt die Imperialisten gegen die Exil-Sieneser und die Republik Florenz, in der Hoffnung, Montepulciano zurückzuerobern. Seine Erwartungen wurden jedoch enttäuscht. Das Ende der Florentiner Republik war der Erfolg von Cosimo I., der endgültige Verlust von Montepulciano und die Rückkehr der Noveschi. Damit wuchs die politische Instabilität in Siena zusammen mit den inneren Störungen enorm und begünstigte die vorherrschenden Ziele des Kaisers.

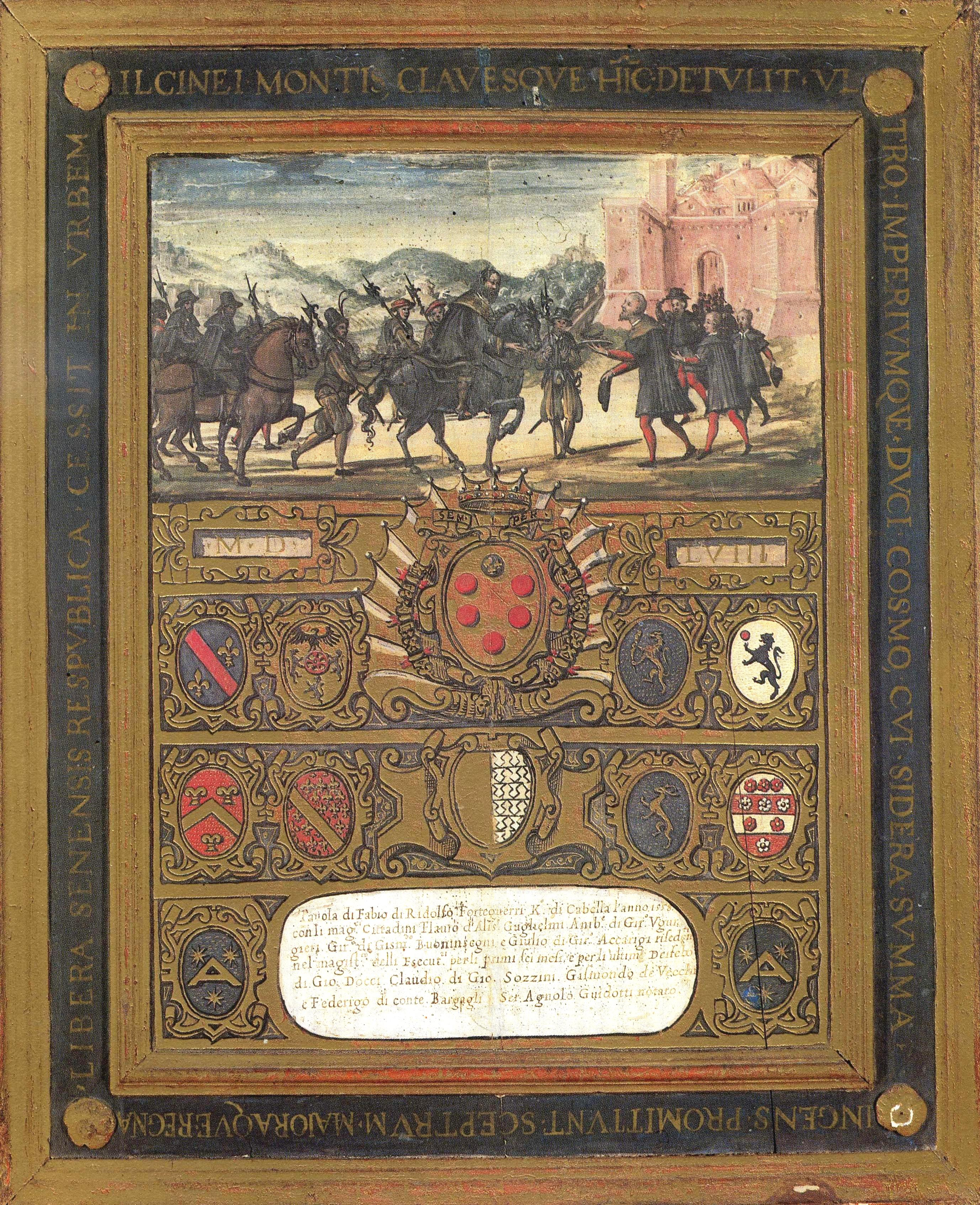
Kapitulation der Repubblica di Siena Ritirata in Montalcino 1559

Marios Beteiligung an den Geschehnissen der Republik wurde verhaltener und seltener, während die Beteiligung seines Bruders Francesco zunahm und häufiger wurde.
Francesco, Marios jüngerer Bruder, hatte schon früh, bevor er Erzbischof wurde, die politischen und kulturellen Interessen und Leidenschaften der sienesischen Jugend um sich versammelt. Noch bevor er Erzbischof wurde, hatte er 1525 an der Gründung der Accademia degli Intronati teilgenommen und das Pseudonym Scaltrito angenommen. In den folgenden Jahren war er stets an der Verteidigung der republikanischen Freiheiten, gegen die herrschaftlichen Ziele der Fraktionen dieser oder jener Familie, beteiligt. 1541 wurden unter Karl V. die Salvi aus der Regierung ausgeschlossen und in das Exil vertrieben. Aber gleichzeitig entfernte Karl V. den Capitano del Popolo, Alfonso II. Piccolomini von Aragon, Herzog von Amalfi, um ihn durch spanische Elemente zu ersetzen. Der Erzbischof versuchte zusammen mit seinem Bruder mit diplomatischen Missionen wiederholt den Kaiser von der nun offensichtlichen Absicht abzubringen, die Sienesen aus der Regierung zu vertreiben. Während Mario 1546 für lange Zeit als Botschafter am kaiserlichen Hof war, konnte er die kaiserliche Gunst nicht wiedererlangen. Francesco, musste als Erzbischof die Schmach erleiden, nicht einmal empfangen zu werden.
Nach diesen Ereignissen wurde die Regierung der Republik Don Diego Hurtado de Mendoza anvertraut und zum Schiedsrichter der Streitigkeiten der verschiedenen Fraktionen der Stadt wurde Don Ferrante Gonzaga genannt.
Mario zog sich vermutlich auf seine Herrschaft zurück, um sich um die wirtschaftlichen Interessen der Familie zu kümmern. Franziskus wurde auf Drängen von Kardinal Cervini von den Angelegenheiten der Kirche vereinnahmt, indem er am Konzil von Trient teilnahm, verteidigte aber weiterhin, wenn auch im Hintergrund, die Freiheiten der Stadt. Er wurde als einer der Teilnehmer an der Verschwörung und der anschließenden Vertreibung der Spanier unter der Leitung von Amerigo Amerighi und Enea Silvio Piccolomini delle Papesse. Tatsache ist, dass die Bandini Piccolomini eine führende Rolle im Krieg bis zur endgültigen Kapitulation, die mit dem Frieden von Cateau-Cambrésis unterzeichnet wurde, spielten.
1553, als der Konflikt mit den Kaiserlichen und der Medici-Armee wieder aufflammte, kehrte Mario in die Politik zurück und wurde einer der Richter der Otto della Guerra. Er nahm an mehreren militärischen Einsätzen teil. Zusammen mit seinem Bruder zwang er den Block, der die Stadt Siena belagerte, sie mit Lebensmitteln zu versorgen. Der letzte Capitano del Popolo von Siena weigerte sich am Tag der Kapitulation, dem Marchese di Marignano, dem Kommandeur der Truppen der Medici, die öffentlichen Siegel, ein Symbol für die staatliche Kontinuität der Republik, zu übergeben. Er zog sich in die Gebiete von Montalcino zurück, wo er zusammen mit anderen Vertriebenen die Schattenrepublik Repubblica di Siena riparata in Montalcinogründete und den Krieg bis 1559 fortsetzte.
Am 13. Juni 1558 starb Mario in Montalcino an Fieber und wurde in der Basilika di San Francesco in Siena bestattet.

Nach dem Ende der Republik ging sein Bruder, der Erzbischof, ins Exil und wählte als sein neues Zuhause die Stadt der Päpste, wo er die brüderliche Gastfreundschaft der Kardinäle von Este, Ippolito und Luigi fand. Obwohl er der Besitzer der Erzdiözese Siena blieb, kehrte er nie zurück. Er wurde zum Gouverneur Roms gewählt und hatte verschiedene Positionen in der Kurie inne. Er starb 1588 und wurde im Petersdom, in der Nähe der Gräber der beiden Piccolomini-Päpste, bestattet.

## Aussterben der Familie und die Nachfolge der Bardi und danach der Naldi Piccolomini
Mario Bandini Piccolomini hatte zwei Söhne, Germanico (1532 - † 1569) der 1560 Bischof von Korinth wurde und Sallustio (1544 - † 1570), der ohne Nachkommen starb. Im Jahr 1570 konzentrierte sich daher das ansehliche Erbe der Bandini in den Händen des Erzbischofs. Wie bereits erwähnt, trat die Familie in die Consorteria Piccolomini als Ergebnis der Ehe zwischen Montanina Piccolomini Todeschini und Sallustio Bandini ein. Nur die letzten beiden Töchter seines Bruders Mario, Berenice und Montanina, blieben übrig. Beide waren verheiratet und hatten Nachkommen.
Der logischste Weg wäre gewesen, sie mit ihren Familien in das Consorteria Piccolomini eintreten zu lassen, wie es ihr Onkel, Kardinal Giovanni Piccolomini Todeschini, wünschte. Aber der Erzbischof traf eine Lösung, die jedenfalls schon ein paar Jahre früher gereift war.
Seine Nichte Montanina war zu dieser Zeit die Witwe ihres ersten Ehemanns Cerbone Bourbon del Monte Santa Maria. Sie sollte auf Beschluss des Prälates in das Konvent eintreten um das gesamte Gut zugunsten der anderen Tochter seines Bruders, Berenice, zu veräußern. Auf diese Weise musste Montanina nicht nur auf ihren Teil des Erbes, sondern auch auf ihr weltliches Leben verzichten. Mit dieser Lösung war sie nicht völlig einverstanden. Verliebt in einen Freund und einen Verbündeten der Familie, den Cav. Amerigo Amerighi, beschloss sie 1562, ihn unter stürmischen und ungünstigen Bedingungen für den Erzbischof und die aristokratische Umgebung, zu der beide Ehepartner gehörten, heimlich zu heiraten. Dieses Ereignis wurde in jeder Hinsicht von Francesco abgelehnt, der bei seinen Nachfolgeplänen Abstriche machte. Er drohte mit schweren Sanktionen und ordnete die Annullierung der Ehe an.

Das Fedecommesso Bandini und die Nachfolge Piccolomini Naldi Bandini

Es entstand eine Auseinandersetzung die mit der Intervention des Gouverneurs von Siena, der den Großherzog informierte, öffentlich wurde. Am Ende folgten sie den Argumenten Montaninas, aber die Beziehung zu ihrem Onkel war definitiv beeinträchtigt. Der Prälat zahlte seine Nichte einfach eine Mitgift von mehr als sechstausend Gulden aus. Ein Betrag der, wenn er sich auf die Damen ihres Ranges bezieht, deutlich höher war als zu dieser Zeit üblich. Er blieb jedoch bei seiner Entscheidung und schloss Montanina von der Erbfolge aus. Um die Kontinuität des Namens zu bewahren, verließ er das Bündnis der Piccolomini und übernahm die Familie Fedro, den Sohn von Agostino Bardi und seiner Nichte Berenice, die eine Fedecommesso bildete, in der das gesamte Erbe der Bandini zusammengeführt werden soll, mit der Verpflichtung, den Nachnamen und das Wappen zu ersetzen. Um rechtliche Widersprüche zu vermeiden, fügte er in seinem Testament eine authentische Kopie aller Bullen bei, mit denen der Erzbischof vom Papst die Berechtigung zur Testamentserstellung hatte. Diese gewissenhafte Formulierung wurde durch die Tatsache begründet, dass die Enkelin, die bei der Gründung der Fedecommesso ausgeschlossen wurde, die letzte der Familie sein sollte, die den Nachnamen und das Wappen Piccolomini trug. Aus diesem Grund war es möglich, den neuen Ehepartner in das Bündnis einzuführen. Dieser Umstand hätte die Gültigkeit der Fedecommesso beeinträchtigen und das Erbe der Familie Bandini zerstückeln können.
Trotz aller Vorsichtsmaßnahmen wurden zwei Jahrhunderte später die Erwartungen des Erzbischofs, wenn auch auf andere Weise, nicht erfüllt.
Im Jahr 1777 starb mit dem Archidiakon Giuseppe der letzte Bandini des Zweiges von Berenice und eröffnete die Nachfolge in der Fedecommesso. Der Erzbischof hatte die Familie Piccolomini als alternativen Begünstigten angegeben. Das Bündnis wählte einen Nachkommen der zweitgeborenen Linie der Salamoneschi, Flavio, der aufgrund der Heirat seines Großvaters Niccolò mit Barbara Naldi den Nachnamen Naldi Piccolomini angenommen hatte. Um den Willen des Erblassers zu erfüllen, müsste er das Bündnis, den Nachnamen und das Wappen Naldi Piccolomini aufgeben, um den der Bandini anzunehmen. Bei Nichteinhaltung der Fedecommesso-Klauseln hätte das Erbe einen anderen Begünstigten gehabt, nicht zuletzt die erzbischöfliche Mensa von Siena. Flavio, der nicht aus einer Familie mit großem Vermögen kam, entschied sich, wie von der Familienversammlung beschlossen, für die Nachfolge und die Sicherung des Bandini-Erbes. Mit der Abschaffung der Institution des Fedecommesso, die Ende des 18. Jahrhunderts stattfand, hatten Flavios Nachkommen, die keine Verbindungen mehr hatten, die das Erbe gefährden könnten, vom Rat die Möglichkeit erhalten, den Familiennamen und das Emblem der Piccolomini zum Nachteil der Bandini, ohne Rücksicht auf den Willen des Erzbischofs, wieder anzunehmen. Es entstand eine neue Familienlinie mit dem Nachnamen Piccolomini Naldi Bandini.
Im Laufe von zwei Jahrhunderten brachte die aus Berenice und Fedro Bardi stammende Familie Bandini mehrere berühmte Persönlichkeiten, darunter Sallustio Antonio Bandini, Archidiakon, Politiker und Ökonom, hervor. Ihm wird die Erfindung eines Fernzahlungssystems, dem Vorfahren des Wechsels, zugeschrieben. Er hinterließ der Stadt Siena eine reiche und wertvolle Bibliothek.
Die Bandini-Familie existiert noch immer, da im 18. Jahrhundert ein Niccolò, zweiter Sohn von Fedro II., den Chiusi-Zweig der Familie gründete, der auch Nachkommen in Rom hat.

## Tabellen zur Familienhistorie

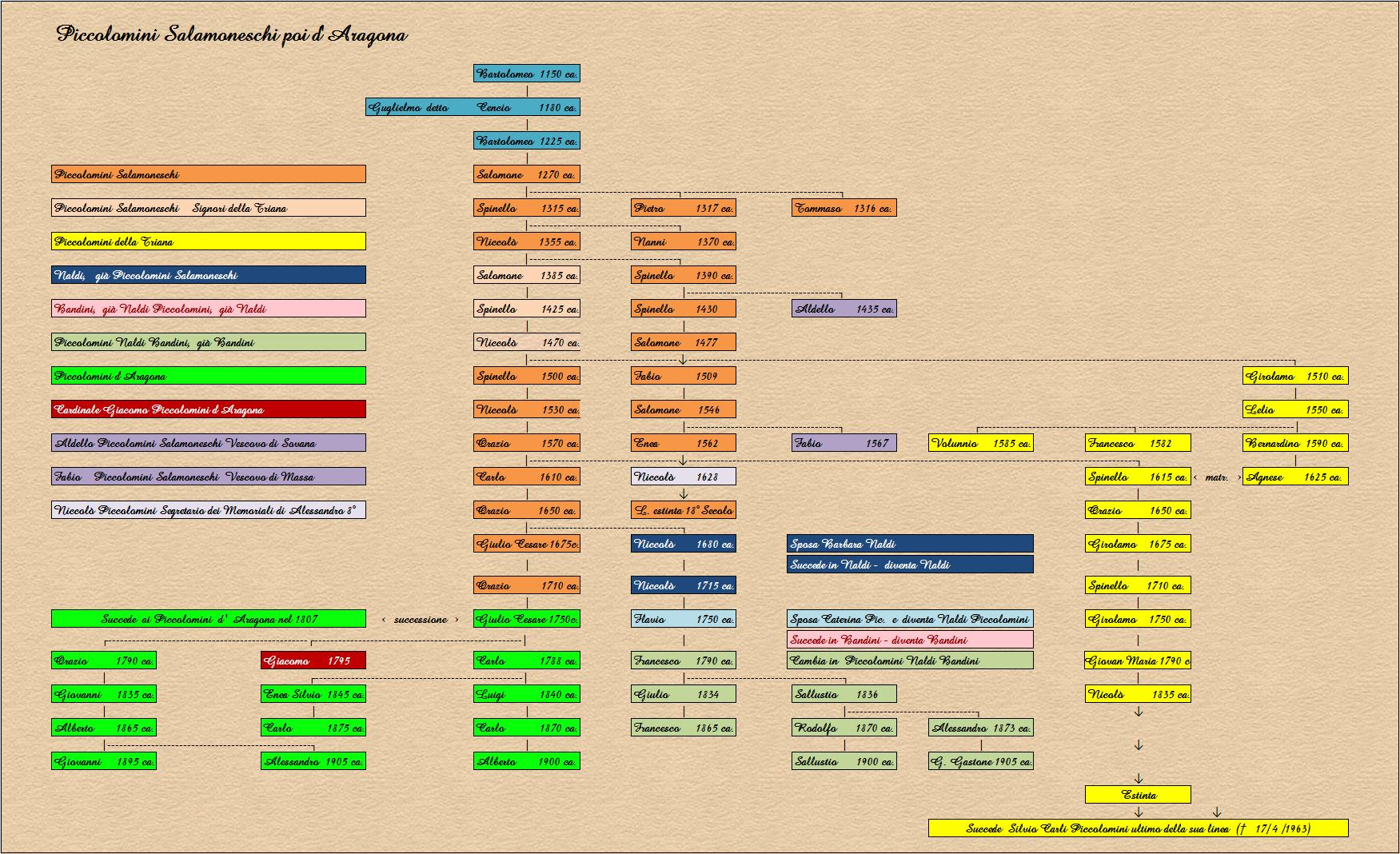
Zweig der Piccolomini Salamoneschi
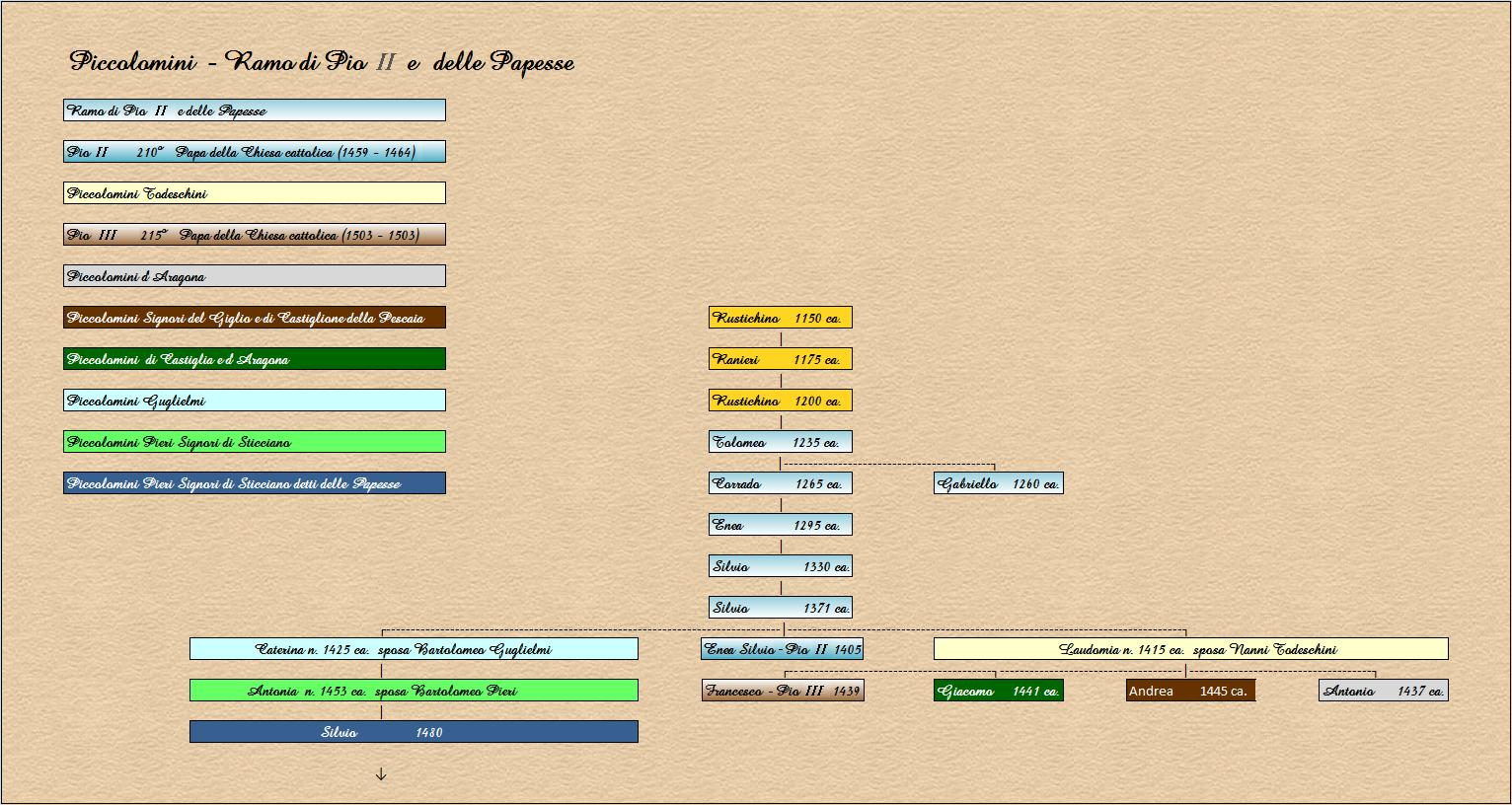
Zweig von Pius II. und der Papesse
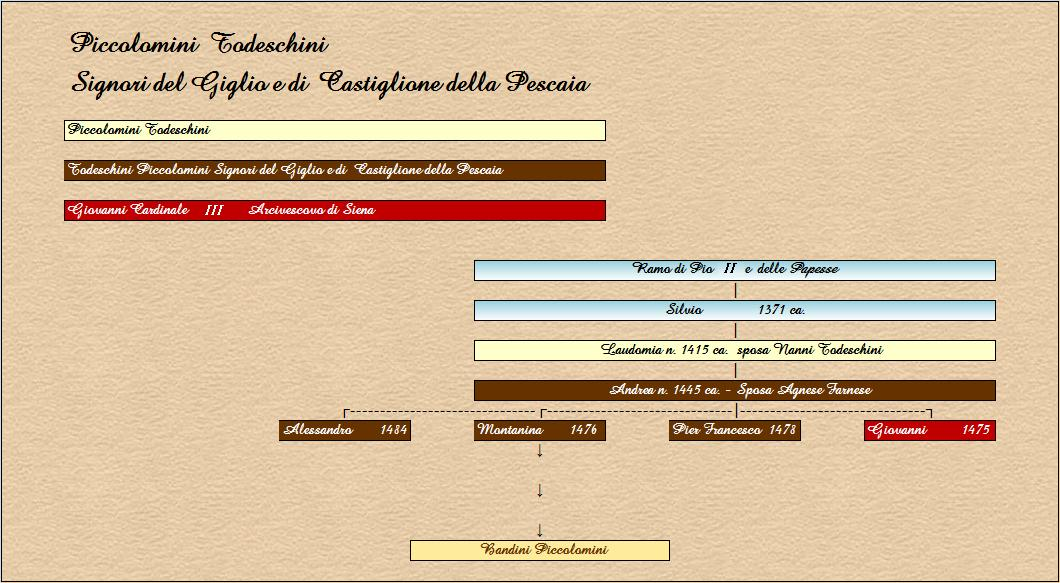
Zweig der Piccolomini Todeschini - Herren von Giglio und Castiglione della Pescaia